# Peter Heywood

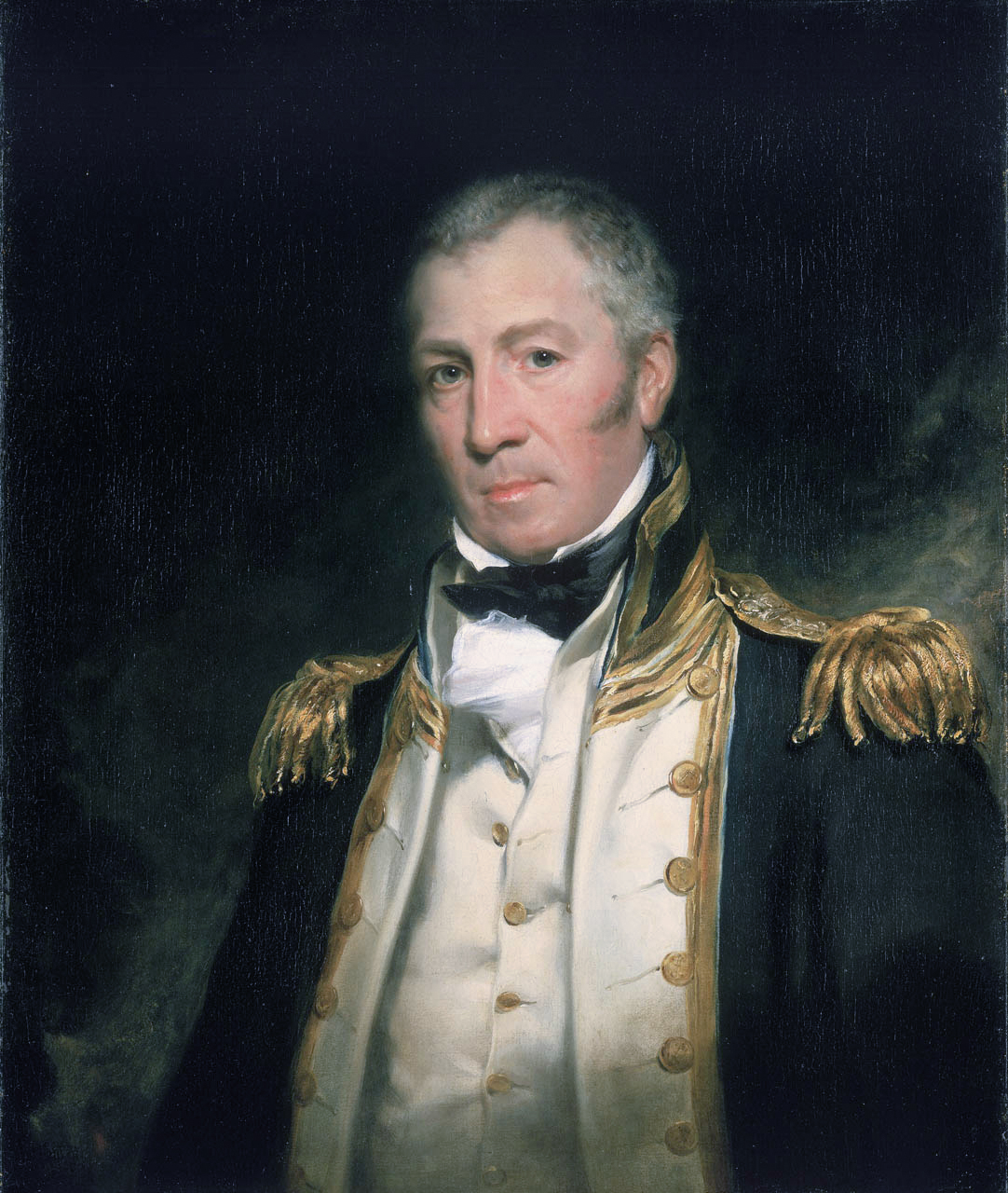
Peter Heywood, Portrait von John Simpson, 1822. Royal Museums Greenwich, London.

Peter Heywood (* 6. Juni 1772 in Douglas auf der Isle of Man; † 10. Februar 1831 in Highgate) war ein Marineoffizier der britischen Royal Navy, der als junger Fähnrich Bekanntheit durch seine Verwicklung in der Meuterei auf der Bounty erlangte.

## Jugend
Peter Heywood wurde am 6. Juni 1772 als dritter Sohn und sechstes von elf Kindern von Elizabeth (née Spedding) und Peter John Heywood auf dem familieneigenen Anwesen The Nunnery bei Douglas auf der Isle of Man geboren. Sein Geburtshaus ist nicht mehr existent, da dieses von einem nachfolgenden Besitzer zugunsten des heute an seiner Stelle stehenden Herrenhauses abgerissen wurde. Fünf ältere Geschwister wurden in der Pfarrkirche St. Matthew’s zu Douglas getauft, bzw. in die dortige Kirchengemeinde aufgenommen. Peter selbst wurde am 8. Juni 1772 in seinem Elternhaus getauft und am 19. Dezember desselben Jahres in die Gemeinde von St. James zu Whitehaven, Cumberland, aufgenommen, wohin die Familie zwischenzeitlich umgezogen war. Auch seine fünf jüngeren Geschwister wurden hier getauft.
1. Peter John Heywood, Esq. (* 1738; † 6. Februar 1790 in Douglas, best. in Braddan); ⚭ 15. Mai 1762 in St. James, Whitehaven, mit Elizabeth Spedding von Summer Grove (1743–1808; best. in Whitehaven).
  1. Thomas Heywood (1763–1770).
  2. Mary Heywood (1765).
  3. James Heywood (1766–1805).
  4. Hester „Nessy“ Heywood (1768–1793).
  5. Elizabeth „Eliza“ Heywood (1769).
  6. Peter Heywood, Esq. (1772–1831).
  7. Isabella „Bell“ Heywood (1775).
  8. Jane Heywood (1777–1856).
  9. Henry Heywood (1779–1802).
  10. Robert John Heywood (1781–1796).
  11. Edwin Holwell Heywood (1783–1832).

Die Familie Heywood gehörte dem landbesitzenden niederen Adel (Gentry) an, deren Angehörige als Esquire tituliert wurden. Sie kann bis ins 11. Jahrhundert nach Heywood Hall, Lancashire, zurückverfolgt werden. Ein frühes prominentes Mitglied war Peter „Powderplot“ Heywood von Heywood Hall, der am 5. November 1605 bei der Vereitelung des Gunpowder Plot und Verhaftung von Guy Fawkes beteiligt war. Der auf Man sitzende Familienzweig wurde von dessen gleichnamigen Neffen (Peters Ur-Ur-Urgroßvater) im 17. Jahrhundert begründet, dessen Angehörige hier nachfolgend Ämter bekleideten und hohes Ansehen genossen. Der Vater amtierte zeitweilig als Second Deemster und die Mutter war die Tochter und einziges Kind eines wohlhabenden Kaufmannes, der auf dem Festland bei Whitehaven begütert war. In finanzielle Nöte geraten, musste der Vater 1773 The Nunnery verkaufen, worauf die Familie auf das Anwesen der Speddings auf dem Festland zog. Doch 1780 konnte sie auf die Insel zurückkehren und ein Haus in Douglas beziehen, nachdem der Vater die Stellung eines Verwalters (Seneschal) der Ländereien des Duke of Atholl auf der Insel angenommen hatte.
Ab dem Alter von elf Jahren wurde Peter auf die Schule nach Nantwich, Cheshire, geschickt. Nach einigen Jahren wechselte er auf die weiterführende Grammar School in St Bees, ganz in der Nähe von Whitehaven. Doch auf dieser blieb er nicht lange, da er von seinem entfernten Vetter James Modyford Heywood von Maristow protegiert im Oktober 1786 im Alter von vierzehn Jahren in Portsmouth der königlichen Marine beitrat.

## Die Bounty-Expedition

### Auf der Bounty

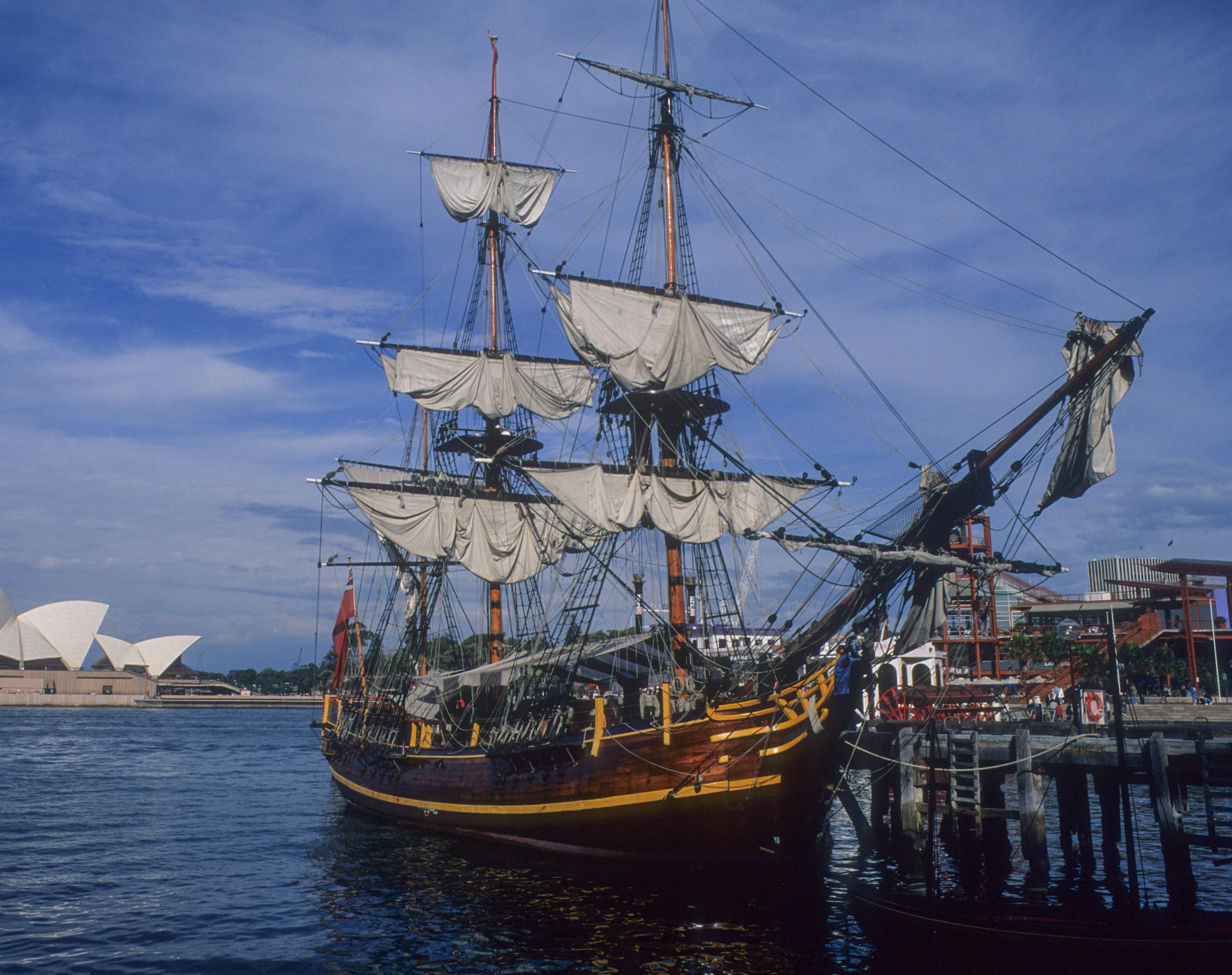
Eine Replik der Bounty im Hafen von Sydney 1978.

Auf Man standen die Heywoods in Bekanntschaft mit Richard Betham, dem Schwiegervater von Lt. William Bligh, der im Sommer 1787 von der Admiralität das Kommando über die HMS Bounty mit dem Auftrag die Brotfrucht von Tahiti nach Jamaika zu transportieren erhalten hatte. Von Betham mit einer entsprechenden Empfehlung versehen, sollte dies die erste Fahrt des jungen Heywood werden. Von seinem Vater bis nach Liverpool begleitet und dort verabschiedet, reiste er auf dem Landweg weiter nach London. In den Dockyards von Deptford trug er sich im Alter von fünfzehn Jahren am 27. August 1787 zunächst als einfacher Matrose (Able Seaman) in die Musterungsrolle der Bounty ein. Doch dank seiner Empfehlung wurde er während der Verlegung in den Spithead vor Portsmouth von Bligh zum Fähnrich (Midshipman) ernannt. Von hier aus stach die Bounty am 23. Dezember 1787 in See.
Mit dem gleichaltrigen Fähnrich John Hallett und wahrscheinlich mit dem Matrosen Thomas Ellison, war der fünfzehnjährige Heywood einer der jüngsten Seemänner an Bord. Nur der Schiffsjunge Robert Tinkler war noch jünger. Insgesamt gehörten der Besatzung fünf Fähnriche an, wobei Hallet und Thomas Hayward von der Admiralität abkommandiert waren, während Heywood, George Stewart und Edward Young nur aufgrund des Ermessens von Bligh in diesen Rang erhoben wurden, weil sie als junge Gentleman an eine Offizierslaufbahn herangeführt werden sollten. Mittschiffs unter Deck auf der Backbordseite nebst des Hauptaufstieges teilte sich Heywood eine Koje mit den sechs Jahre älteren Stewart und Hayward, zu denen er bald ein freundschaftliches Verhältnis entwickelte. Besonders Stewart wurde von ihm als Vorbild angesehen, da dieser bereits über seemännische Erfahrung verfügte. Eine weitere Freundschaft gewann er zum ersten Steuermannsmaat Fletcher Christian, der nicht nur auch aus Cumberland stammte, sondern dessen Familie eine entfernte Verwandtschaft mit den Heywoods teilte. Auch Bligh war mit Christian nach gemeinsamen Fahrten freundschaftlich verbunden, weshalb er ihn am 2. März 1788 zu seinem Stellvertreter in der Schiffsführung (Acting Lieutenant) ernannte.
Während der Fahrt und des mehrmonatigen Aufenthalts auf Tahiti wird über Heywood kaum etwas berichtet. Spätere Äußerungen lassen darauf schließen, dass er während des Halts in Santa Cruz und Kapstadt die Gelegenheit hatte, private Korrespondenz an seine Familie zu adressieren. Nach der Ankunft auf Tahiti wurde er mit Christian, dem Kanonier Peckover und vier Seemännern zur Bewachung des Botanikers Nelson und dessen Assistenten Brown abkommandiert, weshalb er die meiste Zeit auf der Insel verbracht haben dürfte. Bereits in dieser Zeit hatte er sich der einheimischen Sitte annehmend, erste Tätowierungen stechen lassen. Am 4. April 1789 ging die Bounty mit Kurs auf Jamaika wieder in See.
In der Wacheinteilung gehörte Heywood der ersten von Steuermann Fryer geführten Wache an, die am 27. April 1789 um 20:00 Uhr ihren Dienst begann und um Mitternacht auf den 28. April von der zweiten Wache abgelöst wurde, wobei Heywood seinen Posten an Fähnrich Young übergab. In seiner Hängematte schlafend wurde er zusammen mit Stewart nach etwas mehr als fünf Stunden von dem Matrosen Matthew Thompson geweckt, der sich mit einem Entermesser bewaffnet auf die im Zwischengang unmittelbar neben ihrer Koje untergebrachte Waffenkiste gesetzt hatte. Von ihm erfuhren sie, dass eine Schiffsübernahme angeführt von Christian im Gange sei, der Bligh seines Kommandos enthoben habe. Kurz darauf erschien Corporal Churchill, der die Waffenkiste öffnete und die darin gelagerten Musketen an sich nahm, um sie an Deck zu bringen. Während Stewart vorzog in der Koje zu bleiben, begab sich Heywood neugierig geworden über dem Hauptaufstieg auf das Hauptdeck, was er später als einen schwerwiegenden Fehler beschrieb. Er fand das Deck besetzt mit nahezu der gesamten Mannschaft vor, von denen die meisten bewaffnet waren, während einige wenige sichtlich mit ihrer Verzweiflung rangen. Der gefesselte Bligh wurde auf dem Achterdeck am Besanmast von Christian und mehreren Meuterern in Schach gehalten, während auf dem Hauptdeck Bootsmann Cole, Zimmermann Purcell und einige andere gerade dabei waren, unter der Aufsicht Churchills die Barkasse zum Abfieren vorzubereiten. Nach Aufforderung Coles beteiligte sich Heywood daran, nach eigener und anderer Aussage in einem Zustand der Verunsicherung und Konfusion, zumal kein Mitglied der Schiffsführung einen erkennbaren Widerstand gegen die Meuterer leistete und deren Anweisungen widerspruchslos ausführte. Noch bevor die Bemannung der Barkasse begann, wurde er auf Weisung Christians zurück in seine Koje unter Deck befohlen. Hier habe er gegenüber Stewart zunächst noch seine Absicht erklärt, auf dem Schiff bleiben zu wollen, habe doch Steuermann Fryer ebenfalls diese Absicht verfolgt, um eine spätere Rückeroberung unternehmen zu können. Doch nach der Ermahnung des älteren und erfahreneren Stewart, wonach ein Verbleib auf dem Schiff als Solidarisierung mit den Meuterern ausgelegt werden könne, habe er sich umentschieden, worauf sich beide Fähnriche unter Mitführung ihrer persönlichen Sachen auf das Deck zum Besteigen der Barkasse begeben wollten. In diesem Moment wurden sie von dem mittlerweile eine Pistole führenden Thompson, der noch immer unter Deck Wache stand, am Betreten eben dieses gehindert, nach mehreren Aussagen auf ausdrücklicher Weisung von Churchill. Von diesem nahmen sie das Versprechen ab, dem Kapitän ihr Verbleiben auf der Bounty gegen ihren Willen mitzuteilen, was er aber unterließ. Nach der Beobachtung des Bootsmannsmaats James Morrison, wurden die beiden Fähnriche auf Weisung Christians erst dann zu ihm auf das Achterdeck beordert, als die mit den meisten Loyalisten besetzte Barkasse bereits auf einige Distanz achtern zur Bounty gegangen war, worauf er ihnen hier seine Gründe zur Schiffsübernahme dargelegt habe.

### Blighs Urteil

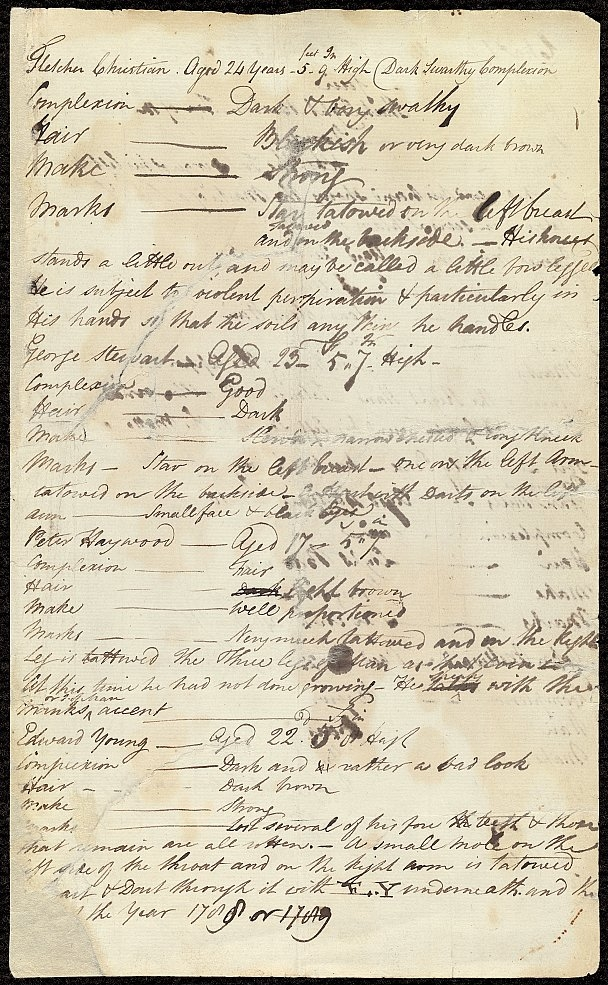
Eine Seite aus Blighs persönlichem Notizbuch mit seiner Beschreibung von Fletcher Christian, George Stewart, Peter Heywood und Edward Young. National Library of Australia.

Die an diesem Tag nicht minder traumatisierten Fähnriche Hallett und Hayward waren die ersten, die von den Meuterern in die Barkasse genötigt wurden. Sie haben der von Christian geführten dritten Wache angehört, während der die Meuterei ihren Anfang nahm. Inwiefern Bligh ihren nachfolgenden Aussagen bezüglich der Augenblicke, die sich unmittelbar davor zugetragen haben für glaubwürdig erachtete, ist nicht bekannt. Zu ihnen bemerkte er lediglich, dass sie offenbar keine Ahnung hatten was vor sich ging, bevor das Deck mit Bewaffneten besetzt war, noch haben sie sich im Stande gesehen, das Schiff zu alarmieren. Zu dem an Bord zurückgebliebenen Young bemerkte er nur, dass dieser sich als wertlos erwiesen habe. Außerdem wurde er von einigen spät eine Muskete in den Händen haltend gesehen, weshalb eine Beteiligung an der Meuterei angenommen werden musste.
Auch Heywood und Stewart hatte Bligh von der Barkasse aus noch auf dem Achterdeck neben Christian stehend sehen können. In seinem am selben Tag vorgenommenen Logbucheintrag hatte er für beide noch wohlwollende Worte bezüglich ihres Charakters und Kompetenz gefunden. Besonders Heywood habe während der Fahrt in seiner fürsorglichen Aufmerksamkeit und Wertschätzung gestanden, den er mit unermüdlichem Eifer unterrichtet habe, da er eine zur Ehre des Vaterlands gereichende Offizierslaufbahn versprochen habe („These two [Christian & Heywood] were objects of my regard and attention and with much unwearied Zeal I instructed them for they realy promised as professional Men to be an honor to their Country.“). Doch noch während der Fahrt in der Barkasse nach Kupang schien Bligh in seiner Einschätzung einen Wandel vollzogen zu haben. Schon in seinem hier am 19. August 1789 an seine Frau adressierten Brief ging er so weit, Heywood einen Rädelsführer zu nennen, der an der Seite des Anführers Christian stand und Stewart als einen der ihnen gefolgt sei („Besides this Villain [Christian] see young Heywood one of the ringleaders, & besides him see Stewart joined with him.“).
Woher Bligh diese Gewissheit bezog, die im Gegensatz zur Einschätzung aller anderen Zeugen stand, blieb ungenannt, doch bis zu seiner Rückkehr nach England hatte sie sich in ihm verfestigt. In seinen Aussagen gegenüber der Admiralität, in seiner Korrespondenz mit Sir Joseph Banks und in seinem 1792 veröffentlichten Narrativ – das auf dem Logbuch basiert – hatte er eine explizite namentliche Beschuldigung mit Ausnahme von Fletcher Christian noch unterlassen, die er argumentativ wohl auch nicht fundieren konnte, doch gegenüber der Familie Heywood, die gerade den Vater und augenscheinlich einen Sohn verloren hatte, hielt er sich nicht zurück. Einem Onkel vermeldete er in einem Schreiben vom 26. März 1790, dass sich Peter unter den Meuterern aufhalte und das seine Undankbarkeit ihm gegenüber von schwärzester Farbe sei, war er ihm doch in jeder Hinsicht wie ein Vater, der nie ein böses Wort für ihn hatte, da ihm sein Verhalten immer Freude und Befriedigung bereitet habe („your Nephew Peter Heywood is among the Mutineers: his Ingratitude to me is of the blackest Dye for I was a Father to him in every respect & he never once had an angry Word from me thro' the whole Course of the voyage as his Conduct always gave me much pleasure & satisfaction“). Gegenüber James Modyford Heywood drückte er in einem persönlichen Gespräch sein Erstaunen über die Fahnenflucht seines Vetters aus, sei dieser doch auf der ganzen Fahrt bis nach Tahiti mit einem vorbildlichen Verhalten, ohne jede Beschwerde aufgefallen. Dabei äußerte er den Verdacht, dass die Frauen von Tahiti einen verderblichen Einfluss auf den jungen Fähnrich gehabt haben könnten. Eine andere Erklärung würde ihm jedenfalls nicht einfallen. An Mrs. Heywood am 2. April 1790 versicherte Bligh, dass die Niedertracht ihres Sohnes bar jeder Beschreibung sei und das sein Verlust sie nicht so schwer belasten möge („his Baseness is beyond all description, but I hope you will endeavour to prevent the Loss of him, heavy as the Misfortune is, from afflicting you too severely“), womit er eine zukünftige Hinrichtung ankündigte. Inwiefern Bligh in seinem Urteil von seiner Gemütsverfassung, der Peinlichkeit des Verlustes eines Schiffs unter seinem Befehl durch die eigene Mannschaft und der Manipulation Anderer beeinflusst war, bleibt spekulativ. Er teilte sich mehrere Wochen den engen Raum auf der Barkasse mit Fähnrich Hallett, der später mit einer belastenden Aussage gegen Heywood auffallen sollte. Doch standen seine Vorwürfe am Anfang eines bitteren Zerwürfnisses zwischen ihm und Heywood, die auch die Kritik an seiner eigenen Person beeinflussen sollte.
Dem geltenden Seerecht der britischen Marine folgend, musste Bligh alle auf dem Schiff Zurückgeblieben als Meuterer ansehen, mit Ausnahme jener, die ihm ihre Loyalität mitteilen konnten. In seiner Auflistung der Personen beschrieb er Heywood wie folgt: Peter Heywood, 17 Jahre alt, Fähnrich, 5 Fuß und 7 Zoll hoch, heller Teint, hellbraunes Haar, gutaussehend. Stark tätowiert und auf dem rechten Bein sind die Beine von Man tätowiert, wie sie auf Münzen zu sehen sind. Zu dieser Zeit war sein Wachstum noch nicht abgeschlossen und er sprach wie die Manx, oder den Akzent der Insel von Man.

### Auf Tahiti
Während des Siedlungsversuchs der Meuterer auf Tubuai im Sommer 1789 soll Heywood mit Stewart und Morrison eine Absetzung mittels des Beibootes der Bounty abgesprochen haben, mit dem sie Niederländisch-Indien erreichen wollten, um von dort aus eine Passage in die Heimat zu nehmen. Doch war ihr Plan den Meuterern nicht verborgen geblieben, von denen sie argwöhnisch beobachtet wurden. Bei der Rückkehr nach Tahiti am 22. September 1789 gehörte er zu jenen sechzehn Seemännern, die nach der Abfahrt der Bounty am Abend desselben Tages hier zurückgeblieben sind.
Auf der Insel erhielt Heywood Gastfreundschaft im Haus des „Schwiegervaters“ seines Freundes Stewart im Distrikt Tettahah (heute Faa’a). Nachdem im Februar 1790 dem jungen Ellison von einem Einheimischen die Pistole gestohlen wurde, machte er sich zu deren Rückgewinnung auf und unternahm dabei einen mehrtägigen Streifzug allein durch die verschiedenen Distrikte der Insel. Dabei tätigte er eigene ethnografische Beobachtungen, die er in seinem persönlichen Journal festhielt. Sie wurden die Grundlage für sein später verfasstes tahitianisches Wörterbuch. Auch führte er ein Skizzenbuch mit, in dem er seine Eindrücke der Insel bildlich erfasste. Auf seinem Streifzug fiel er in einem Eingeborenendorf beinahe einem Racheakt zum Opfer, weil er mit Matthew Thompson verwechselt wurde, der zuvor einen Angehörigen des Angreifers ermordet hatte. Doch wurde sein Leben von einem anderen Einheimischen gerettet, der ihn kannte. Von Matte (alias Tynah, Otoo, Pomaré I.) erhielt Heywood das Angebot, ein Haus auf der kleineren der beiden Halbinseln zu beziehen, doch verzichtete er darauf nachdem er erfahren hatte, dass sich hier bereits Churchill, Thompson und der ausgesetzte Seemann Brown niedergelassen haben. Im September 1790 beteiligte sich Heywood, wie alle Bounty-Seemänner, an den Kämpfen ihrer gastgebenden Häuptlinge gegen deren Feinde, worauf der Clan von Matte dessen jungen Sohn Otoo (alias Pomaré II.) in einer heidnischen Zeremonie, die auch Menschenopfer beinhaltete, zum König der Insel inthronisieren konnte.
In der Zeit auf Tahiti, hatte sich Heywood seinen gesamten Körper mit Motiven entsprechend der einheimischen Sitte tätowieren lassen. Weniger aus eigenem Vergnügen, wie er später bekannte, sondern um eine Assimilierung in die indigene Bevölkerung zu erreichen. Durch Tattoos habe er gegenüber ihnen an Respekt gewonnen, und zwar in dem Maße wie zahlreich die Ansammlung der Motive auf seiner Haut waren. Weder Mann noch Frau würden die Anerkennung der Gesellschaft erhalten und wie Ausgestoßene behandelt, solange sie keine Tätowierungen haben. Durch sie habe er die Möglichkeit erhalten, sich sicher unter den verschiedenen Clans bewegen und so seine Forschung betreiben zu können. Abseits davon betätigte er sich in der Landschaftsarchitektur durch die Anlage eines Gartens rund um sein Haus, für dessen geschmackvolle Gestaltung selbst Kapitän Bligh während seines zweiten Aufenthalts auf Tahiti anerkennende Worte fand.

### Auf der Pandora
Als am 14. März 1791 Morrison mit einigen anderen Seemännern auf ihrem selbstgebauten Schoner in See gegangen waren, ist Heywood mit Stewart und dem Büchsenmacher Joseph Coleman in der Matavai-Bucht zurückgeblieben, um hier die Ankunft eines britischen Schiffes abzuwarten. Als schon am 23. März 1791 die HMS Pandora in die Bucht einfuhr, war Heywood gerade zu einer erneuten Erkundung in das Inselinnere aufgebrochen, doch wurde er von einem einheimischen Freund rechtzeitig informiert. So konnte er an den Strand zurückeilen, zusammen mit Stewart auf einem Kanu zu dem Schiff übersetzen und dessen Deck betreten, noch bevor dieses seine Beiboote zu Wasser hat abfieren können. Dies war wichtig, um ihre freiwillige Aufgabe gegenüber der britischen Seegerichtsbarkeit anzuzeigen. Bis zu ihrer Meldung vor Capt. Edward Edwards waren sich beide Fähnriche nicht bewusst, dass sie als steckbrieflich gesuchte Meuterer galten. Zu ihrem Unverständnis wurden sie verhaftet und in Ketten gelegt, nachdem sie ihre Journale ausgehändigt hatten. In den folgenden Tagen wurden auch die anderen der insgesamt noch vierzehn lebenden Bounty-Seemänner in Ketten an Bord gebracht und unbekleidet in eine an Deck errichtete Käfigvorrichtung gesperrt, die von ihnen „Pandora’s Box“ genannt wurde. An Bord war ihnen auch ihr ehemaliger Kamerad Hayward wiederbegegnet, dem aber eine Kommunikation mit ihnen von Capt. Edwards verboten wurde, was Heywood zunächst als persönliche Distanzierung auffasste. Noch im März 1791 in der Bucht liegend, verfasste er in seinen Gedanken ein Gedicht, das er erst später niederschreiben, aber entsprechend datieren sollte.

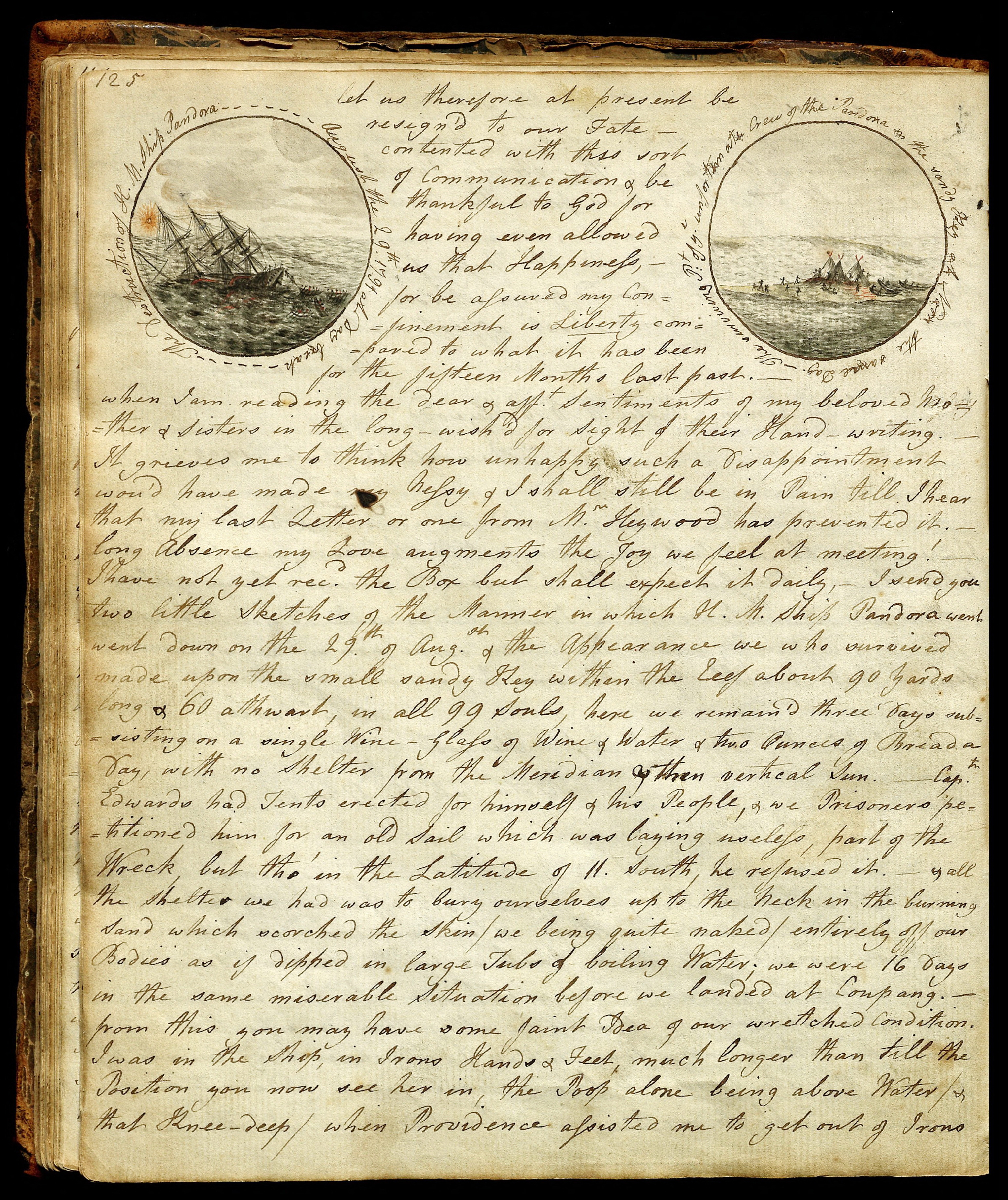
Eine Seite aus dem Briefbuch der Nessy Heywood, mit den Duplikaten der Zeichnungen ihres Bruders zum Untergang der Pandora. Newberry Library, Chicago.

Am 8. Mai 1791 stach die Pandora in See. Nachdem sie einige Monate in der westlichen Südsee nach der Bounty suchte, lief sie bei Tagesanbruch den 29. August in der Endeavour-Straße (Torres-Straße) auf das Great Barrier Reef auf und schlug Leck. Die Rettung des Schiffs erwies sich bald als aussichtslos, nachdem es von einem starken Wellengang weiter an das Riff gedrückt wurde und allmählich auseinanderbrach. Die Gefangenen erlebten diese Havarie eingesperrt in ihrem Käfig, den Capt. Edwards trotz der Bitte um Gnade nicht aufsperren wollte und auch seine Männer befahl, dies zu unterlassen. Die Gefangenen versanken bereits mit dem Schiff unter das Wasser, als der Schlüssel zu ihren Ketten in ihre Zelle fiel, worauf sich die Meisten von ihnen befreien konnten. Doch für die Käfigtür hatten sie keinen passenden Schlüssel. Erst der Bootsmannsmaat der Pandora öffnete diese unter eigener Lebensgefahr entgegen dem Befehl seines Kapitäns, so dass die Bounty-Seemänner doch aus der Falle entkommen konnten. Doch zwei von ihnen haben sich nicht rechtzeitig von ihren Ketten befreien können, worauf sie von ihnen unter Wasser gezogen wurden und ertranken. Bei der Evakuierung des Wracks gelang es Heywood eine lose Planke zu ergreifen und sich so über Wasser zu halten, bis er wie die anderen Schiffbrüchigen auf eine nahe Sandbank getrieben wurde. Sein Freund Stewart aber ist dabei mit einem weiteren Kameraden von einem einstürzenden Deckaufstieg erfasst und ebenfalls unter Wasser gezogen wurden. Mit ihm hat er auch sein Journal und sein Skizzenbuch mit über achtzig Zeichnungen verloren. Des Weiteren sind noch über dreißig Männer der Pandora ertrunken.
Auf der Sandbank errichteten die Schiffbrüchigen aus den geborenen Segeln behelfsmäßige Zelte, um sich von der intensiven Sonneneinstrahlung schützen zu können. Den Bounty-Männern ist dies verwehrt wurden, so dass sie sich abseits in den Sand eingraben mussten, um ihre Haut vor Verbrennungen zu schützen. Am 1. September setzten die Überlebenden aufgeteilt in vier geretteten Beibooten die Fahrt nach Niederländisch-Indien fort. Am 16. September erreichten sie Kupang auf Timor, von dort aus auf einem Holländer am 30. Oktober Samarang auf Java und am 7. November schließlich Batavia, wo die Gefangenen nun etwas komfortabler behandelt im Stadtkastell eingesperrt wurden.
Wahrscheinlich hier erfuhr Heywood von Hayward vom Tod seines Vaters über ein Jahr zuvor, der nach wiederholter Versicherung gestorben war, bevor die Nachricht von der Meuterei die Isle of Man erreichte. Auch hatte er in Batavia von Blighs Einschätzung seiner Person als Meuterer erfahren, wofür er zunächst Verständnis aufbrachte, konnte er bei Betrachtung des Ablaufes von dessen Standpunkt gesehen als nichts anderes gelten. Am 20. November 1791 verfasste er in seiner Zelle einen ersten und ausführlichen Brief an seine Mutter, in dem er den Ablauf der Meuterei aus seiner Sicht wiedergab und seine Handlungsweise in dieser Situation erklärte, in der er durch mangelnde Erfahrung und jugendliche Fahrlässigkeit Fehler begangen habe. Diese Beschreibung wurde die Grundlage seiner späteren Verteidigung. Dem fügte er die Bitte an, den Brief auch seinem Gönner Mr. Betham zur Einsicht vorzulegen, musste er doch annehmen, diesen enttäuscht zu haben. Den Brief sandte er mit dem ersten Schiff voraus, das die erste Gruppe der Pandora-Besatzung nach England transportieren sollte. Die Bounty-Seemänner gingen auf einem holländischen Schiff am 23. Dezember in See und wurden am 19. März 1792 in der Tafelbucht auf die britische HMS Gorgon überstellt, auf der sie einen Monat später die Fahrt wieder aufnahmen. St. Helena und am 3. Juni die Azoren passierend, erreichten sie am 19. Juni den Spithead und legten im Hafen von Portsmouth an.

### Heimkehr
Noch auf der Gorgon verfasste Heywood am Tag nach dem Anlegen einen weiteren Brief, nun direkt an Mr. Betham adressiert. Ob dieser ihn bis zu seinem vor dem 12. Juli erfolgten Tod noch hat lesen können, ist unbekannt. Eine Kontaktaufnahme mit Bligh war nicht möglich, da dieser wenige Wochen zuvor schon mit der Providence auf seine zweite Brotfrucht-Mission aufgebrochen war. Am 21. Juni wurden die Gefangenen auf die Hector überstellt, auf der sie bis zum Ende ihres zu erwartenden Kriegsgerichts verbleiben sollten.
Die Nachricht von seiner Heimkehr war Heywood um fast einen Monat vorausgeeilt und noch bevor die Gorgon in Portsmouth eingefahren war, haben seine Angehörigen erste Vorbereitungen zu seiner bevorstehenden Verteidigung getroffen. Die aktivste Rolle hatte dabei seine Schwester Nessy eingenommen, deren unermüdliche Schreibtätigkeit produzierte fast täglich Briefe, die sie an ihren Bruder in seinem Gefängnis und an Verwandte und Unterstützer adressierte. Sie mobilisierte den Cousin James Modyford Heywood von Maristow und dessen Schwiegersohn Kapitän Albemarle Bertie, dessen Schiff Edgar in Portsmouth unmittelbar bei der Hector lag, weswegen abzusehen war, dass er dem einzuberufenden Richtergremium angehören würde. Weitere Unterstützung bekundete der entfernte Verwandte John Christian Curwen, ein Cousin ersten Grades von Fletcher Christian, des Weiteren Steuermann Fryer, wie auch die Familie Hayward. Der wichtigste Unterstützer aber wurde der angeheiratete Onkel Commodore Thomas Pasley, der ein persönlicher Freund des Kapitäns der Hector, George Montague, war, der ebenfalls dem Tribunal angehören sollte. Vor allem aber sorgte er für die juristische Vertretung seines Neffen, durch die erfahrenen Anwälte Francis Const, Aaron Graham und John Delafons aus London. Zur Prozessvorbereitung ließ sich Heywood auf deren Anraten aus Whitehaven eine beglaubigte Bestätigung seiner Taufe aus dem Pfarrregister von St. James übermitteln, um vor den Richtern sein jugendliches Alter herauszustellen.
Zum Vorsitzenden des Tribunals wurde Vizeadmiral Lord Hood bestimmt, der einstweilen mit seiner Flotte noch abwesend war und dessen Ankunft daher abgewartet werden musste. Die Zeit des Wartens überbrückte Heywood mit einem regen Briefwechsel mit seiner Schwester, der er seit Kindertagen ihr Lieblingsbruder war. Mit ihr teilte er eine Muse zur Literatur und Poesie, die sich in den folgenden drei Monaten in über hundert Briefen und einigen Gedichten niederschlug. Auf Anraten seiner Anwälte haben Familienmitglieder persönliche Besuche auf der Hector unterlassen, weshalb die zwischen Portsmouth und Douglas versendende Korrespondenz die einzige Kommunikationsmöglichkeit blieb. Auf ihrem Wunsch hin fertigte er ein Selbstportrait an, damit die Angehörigen einen Eindruck von seinem Aussehen erhielten, da sie ihn seit fünf Jahren nicht mehr gesehen haben. Weil er keinen Spiegel zur Hand hatte, musste er sein Gesicht aus der Erinnerung heraus zeichnen, da er es selbst seit über einem Jahr nicht mehr hat sehen können. In Würdigung seines Vaters verfasste er ein Gedicht („The Dream“), dass er auf dessen Todestag zurückdatierte, als er selbst noch auf Tahiti war. Einen auf dem 16. Juli 1792 datierten Brief fügte er zwei Zeichnungen ein, welche den Schiffbruch der Pandora und die Strandung der Schiffbrüchigen auf der Sandbank zeigen. Die originalen Briefe und Zeichnungen sind heute nicht mehr erhalten. Allerdings hat noch Nessy Heywood sie als Duplikate in einem Briefbuch zusammengefasst, von dem sie drei Exemplare für Familienmitglieder anfertigte, die bis heute erhalten sind. Ihr Duplikat von Peters Zeichnung des Untergangs der Pandora wurde später von Robert Batty als Vorlage für seine bekannte Radierung zu diesem Ereignis herangezogen.

### Verteidigung
Nach der Ankunft von Lord Hood in Portsmouth konnte auf dessen Flaggschiff HMS Duke das Tribunal zusammentreten. Die Anklage gegen alle zehn anwesenden Seemänner lautete auf Verschwörung zum meuterischen Davonlaufen auf dem Schiff Bounty und Desertation aus dem Dienst seiner Majestät. Am 12. September 1792 tätigten die Zeugen der Anklage ihre Aussagen, worauf die Angeklagten am 17. September zum Zuge kamen. In der Prozessführung lag das Hauptaugenmerk der Richter auf Heywood als dem einzigen angeklagten Offiziersanwärter, der die ausführlichste Aussage aller Angeklagten ablegte und sich zugleich der intensivsten Befragung stellen musste.
Mit Steuermann Fryer, Bootsmann Cole, Kanonier Peckover, Zimmermann Purcell und Fähnrich Hayward sprachen gewichtige Stimmen zugunsten von Heywood, die dessen wesentliche Argumente bestätigten, wonach er nicht zu den Meuterern gehörte, sich im Zustand der Verunsicherung am Abfieren der Barkasse beteiligte und gegen seinen Willen an Bord der Bounty festgehalten wurde. Unter den Zeugen wollte ihn auch niemand eine Waffe haltend gesehen haben, mit einer Ausnahme. Purcell sagte aus, dass Heywood für einen kurzen Augenblick eine flache Hand auf den Griff eines Entermessers gelegt habe, was eine detaillierte Befragung des Gerichts nach sich zog. Allerdings stellte Purcell dazu heraus, dass Heywood im Zustand der Konfusion das offenbar nicht bemerkt und auf seinen Hinweis die Hand sofort von dem Griff zurückgezogen habe. Auch gab er zu bedenken, dass wenn Heywood sich in Absicht zur Teilnahme an der Meuterei hätte bewaffnen wollen, dies schon unter Deck hätte tun können, da neben seiner Koje die Waffenkiste untergebracht war.
Wegen seines Verbleibens auf der Bounty konnten besagte Zeugen ebenfalls zugunsten Heywoods bestätigen, dass dieser gegen seinen Willen an Bord festgehalten wurde. Zusätzlich legte die Verteidigung Wert auf die Feststellung der Belastbarkeit der Barkasse, wofür sie Argumente aus dem wenige Monate im Vorfeld der Verhandlung veröffentlichen Narratives von Bligh zogen, der darin bestätigte, dass die Barkasse mit den neunzehn Insassen bereits gefährlich überlastet war. Auch mehrere Beteiligte bestätigten, dass die Überlebenschancen der Ausgesetzten ungleich höher waren, je geringer die Barkasse bemannt wurde. Da fast die Hälfte der Besatzung sich der Meuterei nicht angeschlossen habe, hätten zwangsläufig mehrere Loyalisten auf der Bounty zurückbleiben müssen, um sowohl ihr eigenes Überleben, wie auch das der Ausgesetzten gewährleisten zu können.
Die Verteidigung wurde mit einer unerwarteten Aussage Fähnrich Halletts konfrontiert, der behauptete, Heywood während der Meuterei lachend und tanzend auf dem Deck gesehen zu haben, nachdem dieser einen kurzen Wortwechsel mit Bligh geführt habe. Heywood wies diese Behauptung entschieden zurück und verwies darauf, dass er während seines Aufenthalts auf dem Hauptdeck nie näher als 40 Fuß zu dem auf dem Achterdeck festgehaltenen Bligh stand und so niemals eine Konversation mit diesem hätte führen können, ohne dass irgendein anderer dies bemerkt hätte. Auch das er gelacht habe, wies er zurück und zweifelte dabei die Aufnahmefähigkeit Hallets an jenem Tag an, der den Ablauf der Meuterei im Zustand der Verzweiflung weinend durchlebt habe. Tatsächlich fand sich auch kein Zeuge, der die Aussage Hallets bestätigen wollte.

### Verurteilung und Begnadigung
Bereits am folgenden Tag den 18. September wurden die Urteile verlesen; mit fünf weiteren Seemännern wurde Heywood für schuldig befunden und zum Tod durch Erhängen verurteilt. In seinem und des Bootsmannsmaats Morrison Fall aber wurde eine Empfehlung für eine königliche Begnadigung ausgesprochen. In der Urteilsbegründung konnte beiden keine Beteiligung an der Meuterei nachgewiesen, aber auch kein aktiver Widerstand gegen diese festgestellt werden. Dem Grundsatz folgend, wonach selbst ein neutrales Verhalten bei einer Meuterei genauso zu gewichten ist, wie eine aktive Beteiligung an ihr, musste daher am Ende ein Schuldspruch stehen. Ausschlaggebend im Urteil wirkte sich letztlich aus, dass beide auf dem Schiff verblieben waren und gegenüber Bligh nicht ihre Loyalität haben kommunizieren können. Jene Angeklagten die im Stande dazu waren, wurden sofort freigesprochen.
Bei Heywood, seinen Angehörigen und Unterstützern hatte dieses Urteil unterschiedlichste Reaktionen hervorgerufen. Er selbst verfiel in eine Resignation und sah sich außerstande seine Familie davon zu unterrichten. Nur einem Freund teilte er mit, dass sein Leben verdammt sei, weil er seine Unschuld nicht habe ausreichend beweisen können. Erst durch diesen Freund erfuhren seine Angehörigen in Douglas am 30. September von dem Urteil. Am Morgen des folgenden Tages, nach dem Frühstück, bestieg Nessy Heywood ein im Hafen liegendes Fischerboot, von dem sie sich in einer zwei Tage dauernden Fahrt durch stürmische See am 3. Oktober nach Liverpool bringen ließ. Bereits am folgenden Tag war sie in Coventry und am Morgen des 5. Oktober erreichte sie London, wo sie im Haus von Anwalt Graham sofort Einsicht in die Prozessakten nahm. Nach ihrer Einschätzung hatte die Aussage von Hallett („that vilest of Wretches“; „that little Wretch Hallet“) die Verteidigung ihres Bruders kompromittiert, da hiernach das Gericht berechtigte Zweifel an seiner wirklichen Unschuld haben musste. Von London aus konnte sie nun eine schnellere Kommunikation mit ihrem Bruder führen, da Briefpost von hier nach Portsmouth binnen eines Tages versendet werden konnte. Ab dem 7. Oktober wurde Peter auf der Hector nun täglich von seinem Bruder James als seinem ersten Angehörigen besucht, was seine Gemütsverfassung wieder beruhigte. Die nächsten Tage konnte er die Arbeit an seinem tahitianischen Wörterbuch wiederaufnehmen, mit dem er sich seit seinem Haftbeginn beschäftigt hatte.
Von den Unterstützern wurde das Urteil mit einer zuversichtlichen Gelassenheit aufgenommen. Bereits eine halbe Stunde nach Urteilsverkündung war sich Anwalt Graham sicher, dass das Leben seines Klienten gerettet sei. Mit Freude wurde das Urteil von Emma Bertie (née Heywood), Frau von Kapitän Bertie, aufgenommen, die das Leben ihres Cousins nun für sicherer als vor dem Prozess wähnte, indem sie auf die von den Richtern geforderte Dringlichkeit einer Begnadigung verwies. Commodore Pasley hatte die Anwesenheit des königlichen Generalstaatsanwaltes anlässlich der Urteilsverkündung in Portsmouth genutzt, um sich von diesem versichern zu lassen, dass die Erteilung der Begnadigung nur eine Formsache sei, worauf auch er die Familie zur Zuversicht gemahnte. Sich darauf allein nicht verlassend, sandte Nessy Heywood am 11. Oktober ein Schreiben mit einem persönlichen Gnadenersuch an den Earl of Chatham, Erster Lord der Admiralität, dem sie noch einmal eine ausführliche Erklärung ihres Bruders zu den gegen ihn erhobenen Vorwürfen beifügte.
Am 20. Oktober ging in Portsmouth die Depesche mit den vollständigen und bedingungslosen Begnadigungen für Heywood und Morrison ein. Verlesen wurden sie von Kapitän Montague auf dem Achterdeck der Hector am Morgen des 26. Oktobers, worauf beide in die Freiheit entlassen wurden. Noch am selben Tag um 16:00 Uhr erhielt Nessy Heywood in London eine entsprechende Nachricht. Als sich die Geschwister am 29. Oktober kurz nach 10:30 Uhr im Haus von Anwalt Graham zu London erstmals seit fünf Jahren wiedertrafen, hingen in Portsmouth bereits die verurteilten Matrosen Thomas Burkett, John Millward und Thomas Ellison an einer Rah des Linienschiffes Brunswick.

### Fazit
Sowohl in seiner Aussage gegenüber dem Gericht, als auch in der privaten Korrespondenz mit seinen Angehörigen hatte Heywood auf eine Einschätzung bezüglich der Ursachen der Meuterei auf der Bounty verzichtet und sich einzig auf der Beschreibung ihres Ablaufes und seiner Handlungsweise beschränkt. Auch hatte er jeglichen Kommentar zu seinem persönlichen Verhältnis zu William Bligh und zu Fletcher Christian unterlassen. Noch in seinem in Batavia geschriebenen Brief hatte er die Hoffnung auf eine persönliche Begegnung mit Bligh nach seiner Rückkehr gehegt, im Glauben, diesem dabei von seiner Loyalität überzeugen zu können, was ihm auf der Bounty durch die Meuterer verwehrt worden ist. Doch die Abwesenheit Blighs, der nur wenige Wochen vor Heywoods Ankunft zu seiner zweiten Brotfruchtmission aufgebrochen war, hatte dies verhindert. Stattdessen wurde er durch die Berichte seiner Schwester mit den persönlichen Einlassungen Blighs über ihn gegenüber seiner Familie und dessen ebenfalls im Frühjahr 1792 veröffentlichtes Narratives konfrontiert, indem dieser sich in einem vorteilhaften Licht präsentierte.
Vermutlich unter diesen Eindrücken hatte Heywood bis zu seiner Begnadigung einen Sinneswandel vollzogen. Schon gegenüber Kapitän Montague hatte er in einem Kommentar zu seiner Begnadigung nicht auf eine Zweideutigkeit verzichten wollen:

„Sir — when the Sentence of the Law was passed upon me; I received it, I trust, as became a Man; & if it had been carried into Execution, I shou'd have met my Fate I hope in a Manner becoming a Christian. — Your Admonition cannot fail to make a lasting Impression on my Mind — I receive with Gratitude my Sovereign's Mercy, for which, my future Life shall be faithfully devoted to his Service.“

Am 5. November 1792 unternahm er eine Kontaktaufnahme mit dem Anwalt Edward Christian, dem Bruder des Chefmeuterers, den er ermahnte, sich in seinem persönlichen Urteil über seinen Bruder nicht von den umgehenden Gerüchten und Verleumdungen beeinflussen zu lassen. Tatsächlich sei sein Bruder nicht die undankbare und abscheuliche Person, für die ihn die Welt nun halte, sondern sei erfüllt mit Tugend und Ehre von einem guten Charakter gewesen, der von Jenen geliebt wurde, die das Vergnügen hatten ihn kennenzulernen, außer von dem einen, dessen schlechtes Zeugnis sein größtes Lob ist („except one [Bligh], whose ill report is his [Christian] greatest praise“).
In Zusammenarbeit mit dem Strafverteidiger Stephen Barney unternahm Edward Christian im Jahr 1794 eine Veröffentlichung der Prozessprotokolle, die er mit einem nicht unumstrittenen Anhang versah, in dem er in Ehrenrettung seines Bruders eine erste kritische Gegendarstellung zu Blighs Narrativ aufstellte. Die darin geübte Kritik an Bligh, seiner mangelnden Menschenkenntnis und Führung, kam allerdings schon unmittelbar nach dem Prozessende in der Londoner Gesellschaft auf. So haben jedenfalls im Privaten dessen Neffen schon im Dezember 1792 eine Bestechlichkeit des Gerichts beklagt, durch die Heywood dem Galgen entkommen sei. Darauf hätten dessen Verteidiger und Angehörige eine Beschädigung des Charakters ihres Onkels betrieben.

## Spätere Karriere
Nachdem Heywood in Spätjahr 1792 erstmals nach fünf Jahren seine Familie in Douglas besuchen konnte, nahm er zu Jahresbeginn 1793 seine seemännische Laufbahn an Bord der HMS Bellerophon wieder auf, dem Flaggschiff seines inzwischen zum Konteradmiral aufgestiegenen Onkels Thomas Pasley. Wenige Monate darauf wurde er auf die HMS Niger versetzt, auf der er nur kurz verblieb, da er im September 1793 auf die HMS Queen Charlotte abkommandiert wurde, dem Flaggschiff der von Admiral Lord Howe geführten Kanalflotte. Der Kapitän dieses Schiffs hatte dem Richtergremium im Bounty-Prozess angehört. Aber noch im selben Monat hatte er einen schweren persönlichen Rückschlag erfahren, als am 25. September 1793 seine Schwester Nessy, die seit ihrem überstürzten Aufbruch von Douglas fast ein Jahr zuvor die Heimat nicht mehr wieder gesehen hatte, überraschend an einer Erkältung verstarb. Sie wurde in ihrem Sterbeort Hastings bestattet.

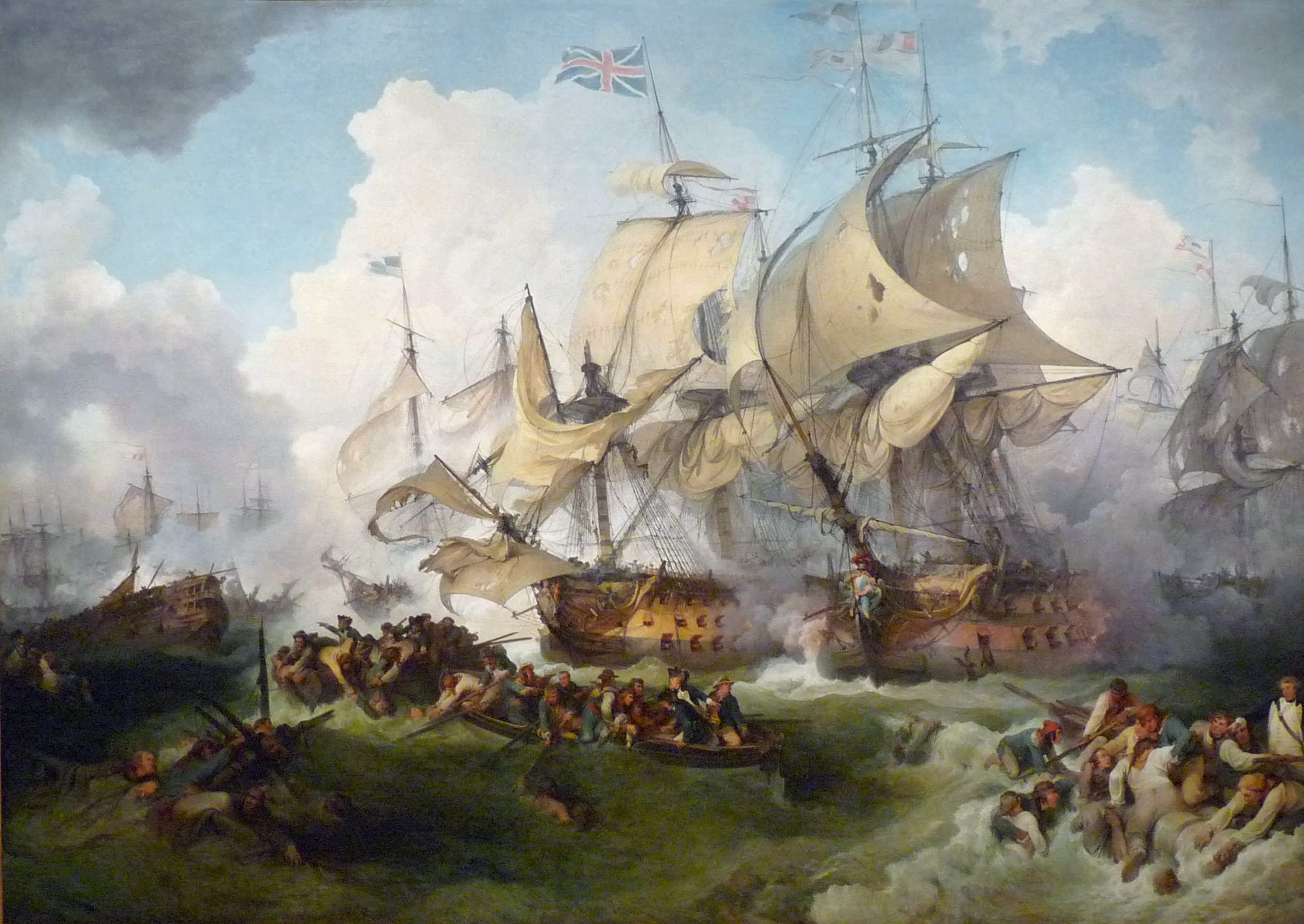
Die Queen Charlotte in der Seeschlacht vom 1. Juni 1794.
Philippe-Jacques de Loutherbourg, 1795.

Seine Feuertaufe erlebte Heywood in der Seeschlacht vom 1. Juni 1794 (Glorious First of June), worauf er zu einem der zwei Fähnriche bestimmt wurde, die dem königlichen Paar, Georg III. und Charlotte, bei dessen Visitation der siegreichen Queen Charlotte in Portsmouth das Geleit geben durften. Mit der persönlichen Zustimmung von Admiral Lord Hood wurde ihm am 9. März 1795 das Offizierspatent mit der Beförderung zum Leutnant verliehen. Auf der Fregatte HMS Nymphe nahm er am 23. Juni 1795 an der Seeschlacht bei der Île de Groix teil.
Ab dem Frühjahr 1796 begann für Heywood eine fast zehnjährige Dienstzeit in den Gewässern von Britisch-Ostindien, wo er in schneller Folge auf verschiedenen Schiffen eingesetzt war. Im Mai 1799 erhielt er mit der Brigg Amboyna ein erstes eigenes Kommando. Als Kommandant der HMS Leopold unternahm er eine detaillierte Kartierung der Ostküste von Sri Lanka mit der Meerenge zum indischen Subkontinent. Am 5. April 1803 erfolgte seine Beförderung in den Kapitänsrang. Gesundheitlich angeschlagen und nach dem Tod seines älteren Bruders James, kehrte er im Spätjahr 1805 nach England zurück. Der jüngere Bruder Henry war bereits 1802 im Dienst der britischen Ostindien-Kompanie in Madras gestorben.
1806 wurde Heywood Kommandant der HMS Polyphemus, dem Flaggschiff von Konteradmiral Sir George Murray (1759–1819), die zum Schutz der Handelswege im Südatlantik operierte. Dabei transportierte er die Expeditionstruppe des Obersts Robert Craufurd in den Río de la Plata (Britische Invasionen am Río de la Plata). Als Kommandant des Linienschiffs HMS Donegal nahm er 1808 an den Seegefechten der Napoleonischen Kriege im Golf von Biskaya teil und diente anschließend ab 1809 als Kommandant der Fregatte HMS Nereus im Mittelmeer. Mit ihr überführte er im Mai 1810 den Leichnam von Admiral Lord Collingwood in die Heimat. Danach übernahm er wieder den Geleitschutz der Handelswege im Südatlantik.
Heywoods letztes Kommando war das Linienschiff HMS Montagu, mit der er im Mai 1814 König Ludwig XVIII. aus seinem britischen Exil nach Frankreich eskortierte. Danach in das Mittelmeer beordert, unterstützte er hier den Kampf gegen Joachim Murat und die Restauration der Bourbonen in Neapel. Anschließend verlegte er ein großes alliiertes Truppenkontingent nach Marseille, zur Beendigung der Herrschaft der Hundert Tage des Napoleon Bonaparte. Nach seiner Teilnahme an einer von Lord Exmouth angeführten Expedition gegen die Barbareskenstaaten im Frühjahr 1816, beendete Heywood seinen aktiven Dient und verabschiedete sich in den Ruhestand. In dem anlässlich der Außerdienststellung der Montagu in Chatham am 16. Juli 1816 von deren Besatzung verfasstem Abschiedsgedicht, wurde auch ihr letzter Kommandant in einem Vers gewürdigt:
| Farewell to thee, Heywood! A truer one never Exercis’d rule o’er the sons of the wave; The seamen who served thee, would serve thee for ever, Who sway’d, but ne’er fetter’d, the hearts of the brave. |

## Letzte Jahre

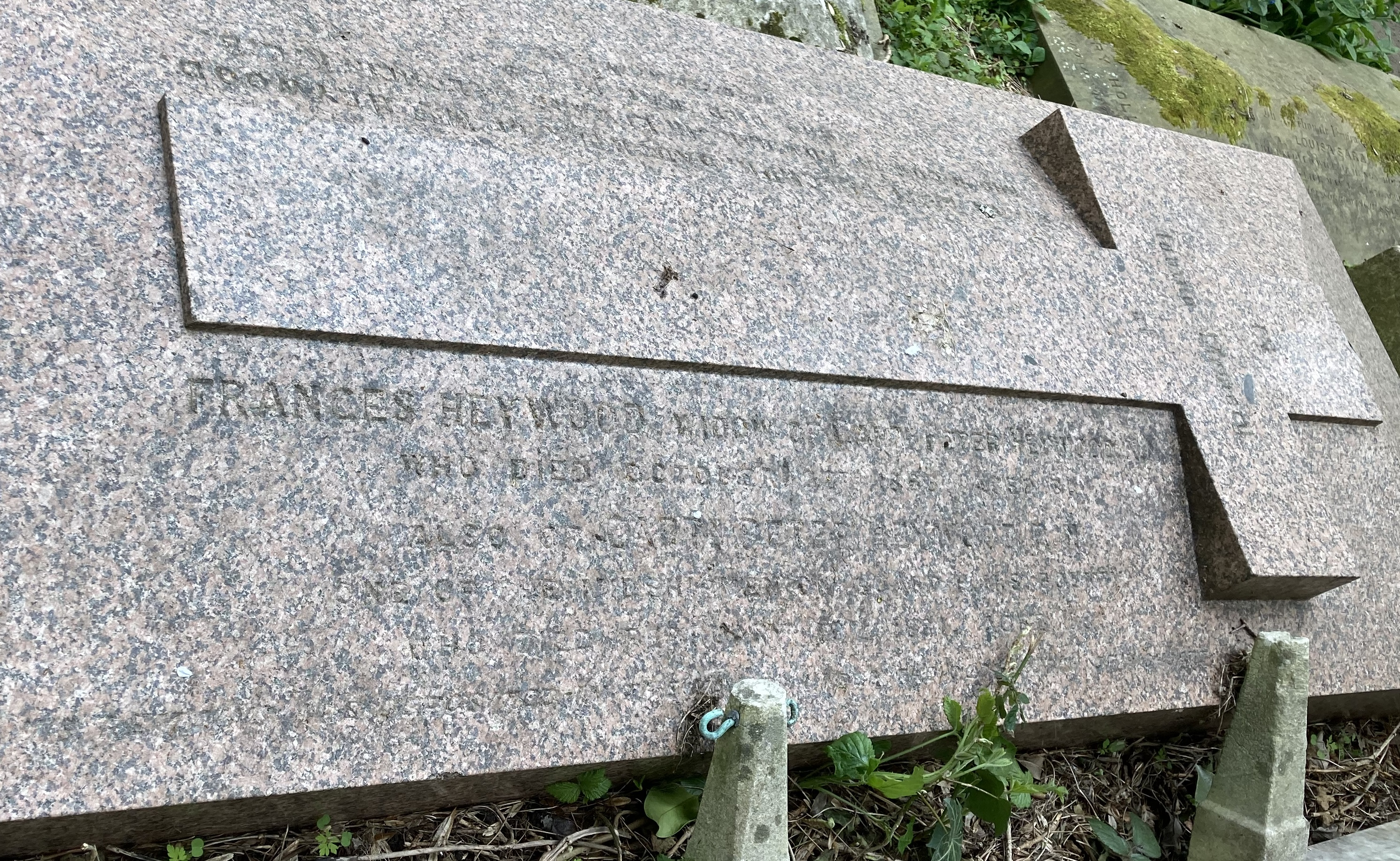
Das Grab von Peter Heywood und seiner Frau auf dem Friedhof von Highgate.

1818 wurde Heywood das Kommando über einen Schiffsverband im Rang eines Commodore angeboten, mit dem er die Großen Seen kartografieren sollte, doch lehnte er eine weitere Verwendung ab. Bereits am 31. Juli 1816 hatte er die Witwe Frances Joliffe (née Simpson) geheiratet, mit der er sich in Highgate bei London niederließ.
Von seinem Leben inspiriert, widmete sich seine Stieftochter Diana Jolliffe, später eine verheiratete Lady Belcher, der Geschichte der Bounty und der Nachkommen ihrer Meuterer in einem eigenen Geschichtswerk, in dem sie auch zur Biografin ihres Stiefvaters wurde. Obwohl Heywood seit seiner Rückkehr 1792 nie wieder in den Pazifik zurückgekehrt ist, blieb dieser bis zu seinem Lebensende präsent. Er und seine Familie erhielten von Tahiti und Pitcairn Geschenke in Form von Tapa-Stoffen zugesandt, die von Mauatua, der Witwe von Fletcher Christian, und von Charlotte Stewart „Little Peggy“, der Tochter seines Freundes George Stewart, hergestellt wurden. Ein persönlicher Kommentar über das 1814 aufgedeckte Schicksal der Bounty nach ihrem Verschwinden und der Entdeckung ihres letzten Meuterers John Adams auf Pitcairn ist von Heywood nicht bekannt. Allerdings verfasste er bereits an einer Herzkrankheit leidend schon auf seinem Sterbebett liegend am 5. April 1830 eine Apologie an Capt. Frederick W. Beechey, der in seinem Expeditionsbericht die falsche Behauptung des Meuterers Adams verbreitet hatte, wonach George Stewart ein Rädelsführer der Meuterei gewesen sei.
Peter Heywood starb schließlich 1831 nach einem Schlaganfall und wurde auf dem Friedhof der Kapelle der Highgate School bestattet. Er hinterließ keine eigenen Nachkommen. Ihm zu Ehren benannt ist Heywood Island in der Antarktis.

## Fiktionale Darstellung
Die Rolle des Roger Byam (Darsteller: Franchot Tone) in dem Spielfilm Meuterei auf der Bounty (1935) basiert lose auf der historischen Person von Peter Heywood.
In dem Spielfilm Die Bounty (1984) wird die Rolle des Heywood (Darsteller: Simon Adams) historisch ungenau mit Motiven aus der Biografie des Fähnrichs Thomas Hayward bereichert.

## Überlieferungen

### Erlebnisberichte
- Bligh, William, A voyage to the South sea, undertaken by command of His Majesty, for the purpose of conveying the bread-fruit tree to the West Indies, in His Majesty’s ship the Bounty, commanded by Lieutenant William Bligh. London 1792.
- Edwards, Edward, Voyage of H.M.S. ‘Pandora’ despatched to arrest the mutineers of the ‘Bounty’ in the South Seas, 1790–91. Hrsg. von Basil Thomson. London 1915.
- Hamilton, George, A Voyage Round the World, in His Majesty's Frigate Pandora. Performed Under the Direction of Captain Edwards in the Years 1790, 1791, and 1792. Sydney 1998.
- Morrison, James, Mutiny and Aftermath: James Morrison’s Account of the Mutiny on the Bounty and the Island of Tahiti. Hrsg. von Vanessa Smith, Nicholas Thomas. University of Hawaiʻi Press 2013.

### Briefe
Von der in einem Briefbuch zusammengefassten Korrespondenz zwischen Peter Heywood und seiner Schwester Nessy sind drei Exemplare bekannt (Heywood Manuscript), die Letztere für Familienmitglieder angefertigt hatte. Diese befinden sich heute in der Bibliothek der Manx National Heritage, der Newberry Library in Chicago und der Staatsbibliothek von New South Wales in Sydney.